# José Rubens Pillar

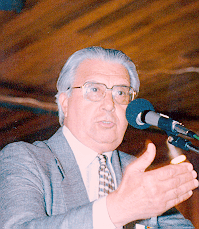

José Rubens Pillar ComMM (São Vicente do Sul, 2 de março de 1928 – Alegrete, 18 de agosto de 2008) foi um padre, professor, advogado, filósofo e político brasileiro filiado ao Partido Progressita (PP). Pelo Rio Grande do Sul, foi deputado estadual, suplente de Senador e prefeito de Alegrete por quatro mandatos.
Formado em Direito e Filosofia, Rubens Pillar exerceu o magistério na Pontifícia Universidade Católica do Rio Grande do Sul, na Fundação Educacional de Alegrete (FEA) e na Universidade da Região da Campanha. 
Antes de exercer a advocacia e a política, foi sacerdote (padre) da Igreja Católica. 
Foi prefeito de Alegrete (Rio Grande do Sul) por quatro vezes, eleito em 1976, 1988, 2000 e 2004. Neste último pleito, ocasião em que disputava a reeleição, enfrentou acirrada e histórica disputa com os advogados e ex-prefeitos Adão Conceição Dornelles Faraco (PMDB) e José Carlos de Moura Jardim Filho (PSDB).
Foi deputado estadual na Assembleia Legislativa do Rio Grande do Sul, na 49ª legislatura (1995 — 1999). Em 1997, como deputado estadual, foi admitido à Ordem do Mérito Militar no grau de Comendador especial pelo presidente Fernando Henrique Cardoso.
Falecido no dia 18/08/2008, na Santa Casa de Caridade de Alegrete, Pillar deixou a esposa, D. Jane Rosa Pillar, e dois filhos.